# Сингх, Чандра Шекхар
Чандра Шекхар Сингх (хинди चन्द्रशेखर सिंह; 1927—2007) — индийский государственный деятель, премьер-министр Индии с 10 ноября 1990 по 21 июня 1991 года.

## Биография
Родился в бедной крестьянской семье в округе Баллия штата Уттар-Прадеш. Окончил школу с отличием, затем — университет Аллахабада (магистр политологии) в 1951 году. Был активистом студенческого движения, а после окончания института стал активным политиком социалистической ориентации, соратником Р. Лохия.
Вступил в социалистическое движение и был избран секретарём районного отделения Народно-социалистической Партии. Позже был избран госсекретарём Народно-социалистической Партии в штате Уттар-Прадеш. В 1955—1956 годах занимал пост генерального секретаря партии. Его карьера в качестве парламентария началась в 1962 году с избрания в Совет штатов от штата Уттар-Прадеш.
Чандра Шекхар был видным лидером социалистов. Вступил в Индийский национальный конгресс (ИНК) в 1964 году (вышел в 1975, в 1977—1988 был членом партии Джаната, в 1988—1990 членом Джаната дал). С 1962 по 1967 год был членом Совета штатов. В 1967 году первым вошёл в Лок сабху (парламент). Как член Конгресса, яростно критиковал Индиру Ганди за её деятельность. В 1975 году это привело к расколу в Конгрессе. Был арестован во время чрезвычайного положения и отправлен в тюрьму.
После того, как чрезвычайное положение было отменено, стал президентом Народной партии. На парламентских выборах Народная партия показала хороший результат и сформировала коалиционное правительство, которое возглавил Морарджи Десаи. В 1988 году его партия, преобразованная в Джаната дал, объединилась с другими партиями и сформировала правительство под руководством Вишваната Пратапа Сингха. Отношения с коалицией ухудшились и он создал фракцию социалистов. При поддержке Конгресса во главе с Радживом Ганди, отправил в отставку Вишваната Пратапа Сингха.
10 ноября 1990 года стал премьер-министром (получил при голосовании в парламенте 269 голосов «за» и 204 «против»), одновременно заняв посты министра обороны и министра внутренних дел. Индийский Национальный Конгресс решил расширить внешнюю поддержку его правительству, чтобы избежать досрочных выборов. Отношения испортились быстро, поскольку Конгресс обвинил его в шпионаже за Радживом Ганди. Конгресс бойкотировал Парламент, и 6 марта 1991 года Чандра Шекхар объявил об уходе в отставку. Он оставался премьер-министром до выборов.
После избрания премьер-министром П. В. Нарасимха Рао политический вес резко сократился, хотя он переизбирался в Лок сабху до самой смерти.
После его смерти в стране был объявлен 7-дневный траур.